# Bukit Damabruk
Bukit Damabruk är en kulle i Indonesien.   Den ligger i provinsen Aceh, i den västra delen av landet, 1 600 km nordväst om huvudstaden Jakarta. Toppen på Bukit Damabruk är 88 meter över havet, eller 51 meter över den omgivande terrängen. Bredden vid basen är 2,6 km.
Terrängen runt Bukit Damabruk är huvudsakligen platt.Runt Bukit Damabruk är det ganska glesbefolkat, med 47 invånare per kvadratkilometer. Trakten runt Bukit Damabruk består till största delen av jordbruksmark.